# Autódromo de Magione
El Autódromo dell'Umbria Mario Umberto Borzacchini (popularmente conocido como Autódromo de Magione) es un circuito tipo corto situado en las afueras de la población italiana de Magione, unos 20 km al oeste de Perugia y 6 km al este del Lago Trasimeno. El trazado cuenta con 2.507 metros de largo por 11 de ancho, cuenta con 18 boxes así como 6 trazados diferentes.
Lleva el nombre del piloto italiano Mario Umberto Borzacchini (1898-1933), fallecido en un accidente mientras disputaba una carrera en el circuito de Monza.